# Casalbore
Casalbore là một đô thị ở tỉnh Avellino, Campania, Italia. Casalbore có diện tích 27,98  km², dân số năm 2005 là 2012 người. Đô thị này nằm ở độ cao 575 m. Các đơn vị trực thuộc là: Schiavonesca, Pagliarone, Mainardi, Frascino, Sant'Elia, Todino, Cupa, Cupazzo, San Ferro.